# Nouvelle Droite (Allemagne)
Pour les articles homonymes, voir Nouvelle Droite (homonymie).
Le terme de Neue Rechte (Nouvelle Droite) ou Neue Kultur (Culture nouvelle) désigne, en Allemagne, plusieurs mouvances politiques considérées comme de droite, apparues à partir des années 1960. 
Les dénominateurs communs de ces courants sont, d'une part, des formes de contestation d'un ou de plusieurs plusieurs principes de la constitution allemande actuelle, et d'autre part, une volonté de marquer clairement leurs distances par rapport ce qu'ils appellent la « vieille Droite », c'est-à-dire le national-socialisme. 
Ils sont parallèles à la Nouvelle droite française en tant que mouvement politique, quelque peu similaire dans leur position politique générale, y compris le sentiment anti-américain prôné par Alain de Benoist.
Cependant, les penchants néo-païens de la Nouvelle droite française sont à l'opposé de la fondation chrétienne de nombreux membres de la Nouvelle droite allemande. De plus, les racines de la Nouvelle droite allemande sont national-révolutionnaires tandis que celle de la Nouvelle Droite française est le néopaganisme identitaire.
On peut parler de trois vagues de la Neue Rechte. La première est née dans les rangs des organisations de jeunesse des partis de la droite allemande, s’inscrivant en opposition à l'émergence de la nouvelle gauche des années 1960 et 1970, mais en estimant que les partis comme le NPD n'apportaient plus de réponses appropriées. Ces jeunes militants ont alors fondé de nombreux groupes de tendance national-révolutionnaire, remettant au goût du jour l'héritage de certains courants de la Révolution conservatrice allemande des années 1920 et 1930. 
La deuxième vague de la Neue Rechte est à rapprocher des Nouvelle Droite française ou italienne. Il s'agit de cercles intellectuels, privilégiant le combat culturel ou métapolitique. Ces théoriciens se basent essentiellement sur la redécouverte des différents courants de la Révolution conservatrice allemande des années 1920, dont notamment la tendance Völkisch, que l'on peut rapprocher du nationalisme ethnique. Contrairement aux nationaux-révolutionnaires, et conformément à ses homologues en Europe, cette Neue Rechte a cherché à devenir un carrefour intellectuel entre le centre-droit, les milieux conservateurs, la droite radicale et les mouvements d'extrême droite. 
Enfin, certains politologues utilisent le terme de Neue Rechte pour désigner une vague de partis de type populiste qui tranche nettement avec les autres partis de droite par ses références et ses méthodes. Elle prend son essor à la fin des années 1980 avec les Republikaner et s'incarne, à partir de 2013, dans l'Alternative für Deutschland.

## Histoire

### De jeunes militants du NPD
Après la fondation du Parti national-démocrate d'Allemagne (NPD) en 1964, de nombreux jeunes adhérents, souhaitant se démarquer de l'image du national-socialisme à laquelle leur parti était associé, et désirant marquer une nouvelle dynamique, propre à contrer les mouvements étudiants de la nouvelle gauche, crée un mouvement de jeunesse qu'ils nomment Junge Rechte. 
Les résultats des élections fédérales de 1969 ne permettent pas au NPD d'entrer au Bundestag. Cette défaite est l'occasion pour de nombreux cadres des Junge Nationaldemokraten de donner une impulsion à un mouvement de renouvellement des structures, de la doctrine et du discours du parti. En 1972, une fraction des jeunes démissionne du NPD pour fonder l'Aktion Neue Rechte (ANR). Son leader, Henning Eichberg, affirme qu'il est temps de passer au « nationalisme de libération anti-impérialiste ». Il considère que l'Allemagne est une colonie victime de l'« impérialisme » comme un pays du tiers-monde. La « renaissance et la réunification allemandes » exigent l'expulsion des « forces d'occupation » des deux Allemagnes. 

### La vague nationale-révolutionnaire
À partir de 1974, une vague de nouveaux petits mouvements de tendance nationale-révolutionnaire se développe dans toute l'Allemagne de l'Ouest, mais ces organisations suivent souvent des lignes assez divergentes. Le Solidaristische Volksbewegung, dirigé par Lothar Penz, réactualise l'idée de Volksgemeinschaft (Communauté populaire) et s'engage activement dans le mouvement écologiste naissant.   
Henning Eichberg devient le principal théoricien des nationaux-révolutionnaire allemands. Avec ses partisans, il fonde la Sache des Volkes/NRAO (Cause du Peuple/ Organisation des structures nationales-révolutionnaires), dont les principaux axes de combat sont la lutte contre la surpopulation étrangère et les super-puissances, l'affirmation de l’identité nationale et l'élaboration d'une troisième voie entre capitalisme et communisme. Ils tentent de prendre influence sur certains groupes de gauche, sur les mouvements écologistes et sur la mouvance pacifiste.   
Cette ligne inspire ensuite la parution de la revue Wir Selbst, qui va paraître de 1978 jusqu'en 2002. Fondée par Siegfried Bublies, cette dernière revue, en affirmant sa filiation directe avec les nationaux-révolutionnaire des années 1920 et 1930, va théoriser un nouveau « nationalisme de libération », lié intimement à un combat écologiste et tiers-mondiste. Elle va tenter, tout au long de son existence, de réunir les « forces démocratiques de droite et de gauche », et de jeter des ponts vers la gauche et l'extrême gauche. Des membres du SPD, des Verts et même du PDS ou d'autres organisations de gauche collaboreront ponctuellement avec Wir Selbst.  

### De la Nouvelle Droite française à uneNeue Rechteallemande
Au-delà des mouvements national-révolutionnaires se développe, à partie de 1980, un nouveau courant intellectuel, influencé par les idées d'Alain de Benoist et du GRECE français. Ce courant ne s'intéresse plus tant à la libération nationale qu'à un combat culturel, métapolitique, à l'échelle européenne. On crée la revue Elemente, pendant de la revue françaises Éléments. En 1980, le franco-allemand Pierre Krebs fonde à Cassel le Thule-Seminar sur le modèle du GRECE, avec pour but de préparer les bases théorique pour le « combat pour l'avenir de l'Europe ». 
On trouve aussi d'autres courants, comme celui qui donne naissance à l'hebdomadaire Junge Freiheit, de tendance nationale-libérale.
Après la réunification allemande se sont multipliés dans tout le pays des groupes, cercles, associations et publications que l'on peut considérer comme appartenant à la mouvance de la Neue Rechte. Ils se caractérisent par la volonté de traiter les thèmes sociaux et politiques de manière novatrice et d'influencer le monde politique par un discours renouvelé. 

### UneNeue Rechtepopuliste
En 1989, des politologues comme Claus Leggewie ont qualifié le parti Die Republikaner de Neue Rechte. Il est clair que le nouveau parti tient à se différencier de la « vieille droite », représentée selon lui par les partis comme le NPD ou la DVU. D'autres comme Richard Stöss analysent la montée des Republikaner comme la manifestation allemande d'une nouvelle vague politique de droite en Europe, représentée en Italie par Alleanza Nazionale (AN), le FPÖ en Autriche, le Front national en France ou l'UDC en Suisse. 
L'historien Volker Weiss montre, dans son ouvrage Deutschlands Neue Rechte, que des personnalités venues de la gauche comme Thilo Sarrazin et Peter Sloterdijk sont parvenus à réintroduire dans toute la société des thématiques et des concepts traditionnels de la droite, ce que le NPD, par exemple, n'avait jamais réussi à faire. Selon Weiss, la contribution d'anciens représentants de la culture critique de gauche est une marque typique de cette nouvelle droite, qui va s'incarner désormais dans l'Alternative für Deutschland à partir de 2013. 

## Bases théoriques

### La Révolution conservatrice
Les représentants de la Neue Rechte se réfèrent souvent aux courants intellectuels qui se sont développés sous la république de Weimar, et que, depuis la thèse d'Armin Mohler publiée en 1949, on regroupe sous le nom de Konservative Revolution. La plupart des théoriciens de ces courants rejetaient la philosophie des Lumières, le libéralisme, le marxisme et la démocratie parlementaire. S'ils se rejoignaient sur ces points, ces courants étaient très différents les uns des autres. C'est ce qui a amené Armin Mohler et, à sa suite Louis Dupeux, à les classer en cinq groupes distincts: les Völkischen, les Jungkonservativen (comme Oswald Spengler, Moeller van den Bruck, von Gleichen, Wilhelm Stapel, Edgar Julius Jung, Othmar Spann), les Nationalrevolutionäre (comme Franz Sauwecker et Ernst Jünger, mais aussi les « nationaux-bolchéviques » comme Ernst Niekisch, Karl-Otto Paetel, les frères Otto et Gregor Strasser), les Bündischen (comme les Wandervogel) et le Landvolksbewegung (mouvement paysan).

### Le gramscisme de droite
Les tenants de la Neue Rechte, comme ses homologues des nouvelles droite françaises et italiennes, affirment mener avant tout un combat culturel, ou métapolitique, inspirée par les théories du communiste italien Antonio Gramsci. Selon celui-ci, toute tentative de prendre le pouvoir est vaine, si elle n'est pas précédée par la conquête de l'hégémonie culturelle et idéologique dans la société. 
Dans leurs travaux, les auteurs de la Neue Rechte réactualisent aussi de nombreux auteurs et philosophes extérieurs à l'Allemagne, comme Georges Sorel, Vilfredo Pareto, Robert Michels, Julius Evola et José Antonio Primo de Rivera. 

### Rejet de la «Schuldkult»
Les intellectuels de la Neue Rechte soutiennent aussi que la « renaissance de l'Allemagne » présuppose un travail d'affirmation et une redéfinition de l'« identité nationale » et une remise en question de la « culpabilisation du peuple allemand » et de sa « rééducation par les vainqueurs ».

## Tendances
Le corpus idéologique et doctrinal de la Neue Rechte n'est pas monolithique et cette diversité se reflète, tant par leurs références que par leurs objectifs, sur les cercles, les revues et les mouvements qui s'en réclament. Ces différents courants rappellent ceux qu'Armin Mohler avait distingués dans la Révolution conservatrice, avec lesquels ils ont une certaine filiation. On peut mentionner :
- Les Jungkonservativen (« Jeunes Conservateurs »). Ceux-ci cherchent à influencer les milieux conservateurs et les partis de centre-droit[14]. Aujourd'hui, ce courant est représenté par un de nombreux cercles de réflexion, comme l'Institut für Staatspolitik, par les revues Sezession, Zuerst, Compact et par l'hebdomadaire Junge Freiheit.
- Les Nationaux-révolutionnaires. Ce courant défend un mélange de nationalisme radical et d'idées social-révolutionnaires ou socialisantes. Il se réfère au socialisme prussien de Werner Sombart ou aux théories d'Ernst Niekisch ou de Karl Otto Paetel, écrivains et théoriciens éminent de la Révolution conservatrice allemande, qui furent hostiles à la République de Weimar mais aussi au régime nazi puis aux deux régimes de la RFA et de la RDA. Violemment anticapitaliste, anti-américain et anti-impérialiste, défendant le « droit inaliénable à l'identité de chaque peuple », il cherche souvent à créer des convergences avec des mouvements de gauche[14]. Certains des partisans de ce courant se réfèrent volontiers à la gauche national-socialiste, c'est-à-dire la tendance du NSDAP menée un temps par les frères Otto et Gregor Strasser, qui se caractérisait par la volonté de nationaliser les banques et l'industrie, prônait l'organisation de grèves ouvrières en commun avec certains partis de gauche et ne cachait pas sa sympathie pour l'Union soviétique[15]. Aujourd'hui, les épigones de se courant sont influents dans certains partis de droite institutionnels, comme le Parti national-démocrate d'Allemagne et Die Rechte, mais animent aussi des cercles de réflexion, comme Sache des Volks (La cause du peuple), ainsi que des mouvements activistes, comme Der III. Weg (La troisième Voie) et les groupes de « nationalistes autonomes ».
- Les ethnopluralistes ou racialistes, comme le Thule-Seminar de Pierre Krebs, que l'on peut qualifier d'héritiers du courant Völkisch[16].

## Principaux organes de laNeue Rechte
- L' « Institut für Staatspolitik », fondé en 2000 et dirigé par Götz Kubitschek et Karlheinz Weißmann. Il publie la revue bimestrielle Sezession et dispose de la maison d'édition Antaios[17],[18].  L'institut organise de nombreux colloques et conférences dans toute l'Allemagne, qui sont devenus au fil des années des lieux de rencontre privilégiés pour les intellectuels de droite d’Allemagne et d’ailleurs[19].
- La revue Criticón, fondée en 1970 par Caspar von Schrenck-Notzing pour regrouper tous les intellectuels de droite face à l'hégémonie culturelle de la gauche issue de 68, a joué un grand rôle pour faire connaître les thèses de la Neue Rechte dans les milieux conservateurs. Sa figure de proue était le Suisse Armin Mohler. Elle a cessé de paraître en 2007.
- Le Thule-Seminar, dirigé par l'intellectuel franco-allemand Pierre Krebs, basé à Cassel[20].
- Le centre de diffusion Parzifal-Versand, animé à Dortmund par Dennis Krüger, qui publie aussi la revue Reconquista. Ses publications traitent beaucoup de recherches mythologiques et préhistoriques, mais aussi à l'occultisme et à l'ésotérisme[21].
- Le mensuel d'informations Zuerst!. Initialement fondé sous le nom Nation Europa en 1951, il prend plus tard le nom de Nation und Europa, puis adopte sa désignation actuelle en 2009. Longtemps proche des mouvements d'extrême droite, la revue est désormais clairement proche de l'Alternative für Deutschland[18]. On peut noter que son rédacteur en chef, Manuel Ochsenreiter, a rencontré plusieurs fois le président syrien Bashar El Assad et est considéré, même par ses adversaires politiques, comme un expert des problématiques du Proche-Orient[22].
- La Deutsch-Europäische Studiengesellschaft (DESG), fondée en 1972 à Hambourg par Heinz-Dieter Hansen et Lothar Penz, sur une ligne national-révolutionnaire et solidariste. Elle a fait paraître la revue théorique Junges Forum[23],[24].
- Die Aula, la revue de la Neue Rechte autrichienne[25].
- L'hebdomadaire Junge Freiheit, de tendance plutôt national-libérale, fondée en 1986 par Dieter Stein. Elle prétend être le principal organe de presse du conservatisme allemand actuel (son tirage dépasse les 30 000 exemplaires) et refuse d'être assimilée à quelque forme d'extrémisme que ce soit[26]. Proche désormais de l'Alternative für Deutschland, on peut noter qu'elle est, par ailleurs, la seule publication de la Neue Rechte à défendre le libéralisme économique[19].
- Le mensuel Compact, créé en 2010 par Jürgen Elsässer, ancien journaliste de gauche radicale. Le mensuel tire aujourd'hui à plus de 40 000 exemplaires. Il est très proche de PEGIDA et de l'Alternative für Deutschland.[19]